# Великолазучинська сільська рада
Великолазу́чинська сільська́ ра́да — колишня адміністративно-територіальна одиниця та орган місцевого самоврядування в Теофіпольському районі Хмельницької області. Адміністративний центр — село Великий Лазучин.

## Загальні відомості
Великолазучинська сільська рада утворена в 1921 році.
- Територія ради: 32,359 км²
- Населення ради: 585 осіб (станом на 2001 рік)
- Територією ради протікає річка Полква

## Населені пункти
Сільській раді були підпорядковані населені пункти:
- с. Великий Лазучин
- с. Малий Лазучин

## Склад ради
Рада складалася з 14 депутатів та голови.
- Голова ради: Козак Анатолій Вікторович

### Керівний склад попередніх скликань
| Прізвище, ім'я, по батькові | Основні відомості                                                                       | Дата обрання | Дата звільнення |
| --------------------------- | --------------------------------------------------------------------------------------- | ------------ | --------------- |
| Козак Анатолій Вікторович   | Сільський голова, 1963 року народження, освіта середня спеціальна, член Народної партії | 26.03.2006   | 31.10.2010      |
| Козак Анатолій Вікторович   | Сільський голова, 1963 року народження, освіта середня спеціальна, безпартійний         | 31.10.2010   |                 |

Примітка: таблиця складена за даними сайту Верховної Ради України

### Депутати
За результатами місцевих виборів 2010 року депутатами ради стали:

#### За суб'єктами висування
| Суб'єкт висування | Кількість обраних депутатів | %    |
| ----------------- | --------------------------- | ---- |
| Самовисування     | 8                           | 57,1 |
| Народна партія    | 6                           | 42,9 |

#### За округами
| № округу       | Прізвище, ім'я, по батькові       | Дата визнання обраним | Освіта             | Партійна приналежність | Відомості про обраного депутата                              |
| -------------- | --------------------------------- | --------------------- | ------------------ | ---------------------- | ------------------------------------------------------------ |
| Народна Партія |                                   |                       |                    |                        |                                                              |
| 3              | Гринечко Галина Миколаївна        | 05.11.2010            | середня            | член Народної партії   | Великолазучинська загальноосвітня школа, технічний працівник |
| 4              | Поперечний Володимир Дем'янович   | 05.11.2010            | вища               | член Народної партії   | Базалійська ветеринарна лікарня, ветлікар                    |
| 5              | Криворук Іван Петрович            | 05.11.2010            | середня            | член Народної партії   | Автобусний парк смт Теофіполь, водій                         |
| 9              | Криворук Андрій Вікторович        | 05.11.2010            | середня            | член Народної партії   | тимчасово не працює                                          |
| 10             | Мельник Галина Анатоліївна        | 05.11.2010            | середня            | член Народної партії   | тимчасово не працює                                          |
| 14             | Пузирей Віра Андріївна            | 05.11.2010            | вища               | член Народної партії   | Карабіївецька загальноосвітня школа, вчитель                 |
| Самовисування  |                                   |                       |                    |                        |                                                              |
| 1              | Котик В'ячеслав Анатолійович      | 05.11.2010            | вища               | позапартійний          | фермерське господарство «Аграрій», водій                     |
| 2              | Янюк Олександр Йосипович          | 05.11.2010            | вища               | позапартійний          | приватний підприємець                                        |
| 6              | Робащук Оксана Анатоліївна        | 05.11.2010            | середня            | позапартійна           | Великолазучинське відділення зв'язку, листоноша              |
| 7              | Цвігун Наталія Миколаївна         | 05.11.2010            | середня спеціальна | позапартійна           | тимчасово не працює                                          |
| 8              | Пейда Світлана Миколаївна         | 05.11.2010            | середня            | позапартійна           | Великолазучинська сільська рада, секретар                    |
| 11             | Новаковський Броніслав Мартинович | 05.11.2010            | середня            | позапартійний          | пенсіонер                                                    |
| 12             | Мельничук Альона Вікторівна       | 05.11.2010            | вища               | позапартійна           | тимчасово не працює                                          |
| 13             | Нагребельна Олена Іванівна        | 05.11.2010            | середня            | позапартійна           | тимчасово не працює                                          |